# モンゴリアンビーフ
モンゴリアンビーフ（英: Mongolian beef）は、一口大の細切れにした牛肉と青ネギを海鮮醤、醤油、トウガラシ、ショウガ、ニンニク、スターチなどを使って作る濃厚でとろみのあるソースでからめたアメリカ風中華料理である。
味付けはさほど辛くなく、他のアメリカ風中華料理同様に甘めに作られることも多い。酢豚のように肉に下味をつけて揚げた後にソースをかける、ネギ以外の野菜を加えて炒めるなどレシピの幅は広い。
仕上げにゴマを振ったり、ネギは炒めずに薬味として散らすこともあり、しばしば白飯や揚げた春雨の上に載せて供される。
牛肉の代わりに鶏肉を用いる場合はモンゴリアンチキンと呼ばれる。

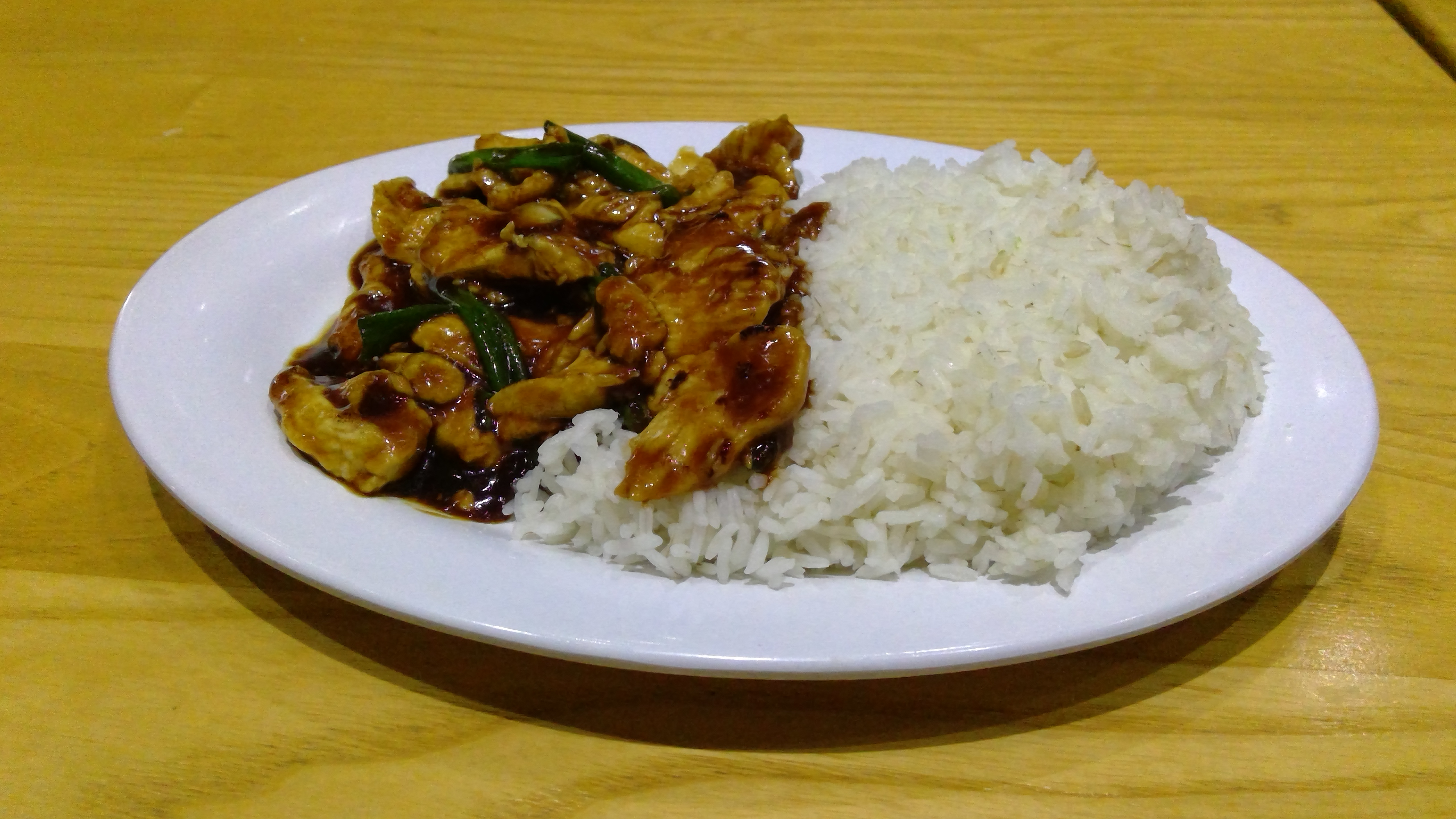
モンゴリアンチキン

起源や誕生時期は不明であるが、アメリカの中華料理店によって生み出されたオリジナル料理である。
モンゴリアンバーベキュー同様にモンゴルとはまったく無関係で、モンゴル料理の技法や食材は取り入れられていない。
モンゴリアンという名称については、エキゾチックで肉を多食するイメージから名づけられたとする説や、モンゴリアンバーベキューからの転用ではないかとする説などがある。